# 設樂哲也
設樂 哲也（したら てつや、1986年10月3日 - ）は、日本のラグビー選手。

## プロフィール
- 群馬県高崎市出身[1]。
- ポジションはフッカー(HO)。
- 身長 175cm、体重 100kg
- ニックネームはタラちゃん。
- 関東代表に選ばれたことがある[2]。

## 略歴
高校1年生からラグビーを始めた。
2005年、東農第二高校卒業後、関東学院大学に入学する。
2008年、関東学院大学ラグビー部の副将に就任した。
2009年、関東学院大学卒業後、三洋電機ワイルドナイツ（現・パナソニック ワイルドナイツ）に加入。
2010年10月23日に行われたジャパンラグビートップリーグ第7節の福岡サニックスブルース戦にて途中出場で公式戦初出場を果たす。
2017年、キヤノンイーグルスに加入。
2019年、キヤノンイーグルスを退団した。